# Индепенденс-фьорд
Индепенденс-фьорд (дат. Independence-fjorden) — крупный фьорд в Гренландии (Дания).

## Описание
Индепенденс-фьорд находится в северо-восточной части Гренландии, с севера граничит с Землёй Пири. Длина фьорда составляет около 200 километров, средняя ширина — около 30 км. Устье фьорда открывается в море Ванделя (акватория Северного Ледовитого океана). Впервые фьорд был нанесён на карту 4 июля 1892 года в День независимости США американским исследователем Робертом Пири, что и дало название фьорду.

## Исследование
Открывший фьорд Роберт Пири посчитал его не замкнутой акваторией, а частью пролива, отделяющего от Гренландии некий архипелаг, лежащий к северу. В этой связи новооткрытый географический объект получил название не фьорда, а залива, и в этом качестве фигурировал на картах до середины 1910 годов.
Исследование фьорда началось в начале XX века, первая заметная работа по этой теме принадлежит Кристиану Бендиксу Тострупу, который опубликовал в 1911 году своё «Этнографическое описание эскимосских поселений и каменных руин в северо-восточной Гренландии». В 1912 году побережье этой части Гренландии исследовали датчане Кнуд Расмуссен и Петер Фрейхен, которые доказали, что Индепенденс-фьорд является замкнутой акваторией, пролива Пири не существует, а лежащая к северу Земля Пири является полуостровом, образующим северную оконечность Гренландии. Они подробно задокументировали данные о температуре, льде, скалах, а также обнаружили остатки самого северного на тот момент эскимосского поселения, являвшегося самым северным постоянным поселением человека на Земле.
По берегам фьорда обнаружены многочисленные остатки стоянок и жилищ палеоэскимосов. По датам существования эти памятники археологии разделены датским исследователем-археологом Эйгилом Кнутом на Первую культуру Индепенденса и Вторую.
Северное побережье фьорда (южная часть Земли Пири) была населена Первой культурой (2400—1800 г. до н. э.) палеоэскимосов, их жилища были построены из камней и костей, они промышляли охотой, преимущественно на овцебыков и зайцев. Более молодые (1800—1300 г. до н. э.) остатки Первой культуры найдены на южном побережье Индепенденса. Там же обнаружены следы жизни Второй культуры (800—200 г. до н. э.) — их способы постройки жилищ, предметы быта, другие артефакты несколько отличаются от предшественников.